# Ботанический сад Львовского медицинского университета
Ботани́ческий сад Льво́вского медици́нского университе́та — учебное и научно-исследовательское учреждение при Львовском медицинском университете (Украина), памятник природы. Находится по улице Пекарской, 73.
Территориально ботанический сад состоит из двух земельных участков, общей площадью 1,5 га.
Был основан профессором Тадеушем Вильчинским, который жил и работал при ботаническом саде в 1931—1964 годах. По его инициативе сад и был организован в 1929—1930 годах сад лекарственных растений. В 1964 году коллекционные участки врачебных растений и дендропарк объявлены памятниками природы и отнесены к природо-заповедному фонду.
Является базой учебной практики студентов фармацевтического факультета, природо-охранной и научно-исследовательской базой, используется с целью изучения, сохранения и обогащения ресурсов региона. Ботанический сад располагает коллекциями и экспозициями древесных, кустарниковых, травянистых растений, в оранжерее выращиваются тропические и экзотические растения.
На территории ботанического сада находятся учебный корпус, оранжерея, хозяйственные постройки, коллекции лекарственных растений, дендроколлекция.